# Nava del Barco
Nava del Barco – gmina w Hiszpanii, w prowincji Ávila, w Kastylii i León, o powierzchni 29,37 km². W 2011 roku gmina liczyła 110 mieszkańców.